# Batalla de Kolberg
La batalla de Kolberg constituyó el ataque soviético contra la ciudad alemana de Kolberg (actualmente en Polonia, y denominada Kolobrzeg), situada en Pomerania y que tuvo lugar durante los últimos meses de la Segunda Guerra Mundial. 
Esta batalla enfrentó a tropas del Ejército Rojo y contingentes del Primer Ejército Polaco contra fuerzas de la Wehrmacht entre el 4 y el 18 de marzo de 1945, en la citada localidad costera. La batalla concluyó con la casi total destrucción de la ciudad, en la cual las fuerzas alemanas lograron evacuar gran cantidad de refugiados civiles germanos por el Mar Báltico antes que la ciudad fuese tomada por los soviéticos. 

## Antecedentes
La ciudad de Kolberg comprendía un gran puerto sobre el Mar Báltico, en la provincia alemana de Pomerania, y cortaba el camino entre Pomerania y Brandemburgo, por lo cual en 1944 se le otorgó gran importancia militar como base de aprovisionamiento para las fuerzas de la Wehrmacht en el frente oriental y como zona fortificada de la cual se podría contraatacar a las tropas soviéticas que intentasen alcanzar Berlín. Por tales motivos desde agosto de 1944 (cuando fuerzas del Ejército Rojo habían atacado las localidades más al este de Prusia Oriental, Kolberg fue declarada fortaleza (Festung Kolberg). La ofensiva soviética se inició el 24 de febrero de 1945 y logró rebasar ampliamente las líneas defensivas alemanas en Pomerania, donde la Wehrmacht se hallaba en inferioridad numérica ante el Ejército Rojo, y pronto las tropas soviéticas cercaron Kolberg tras derrotar a las fuerzas alemanas que se hallaban en las cercanías del puerto. El primer comandante de la fortaleza era un anciano y enfermo general, Paul Hermann, y luego el coronel Gerhard Troschel, quien a su vez sería sustituido desde el 1 de marzo por un veterano del Afrika Korps, el coronel Fritz Fullriede.

## Fuerzas presentes
Las fuerzas defensoras alemanas eran un conjunto de muy variadas unidades: las más destacables eran los restos de III Ejército Panzer, la 33.ª División SS "Charlemagne" de soldados franceses y la 15.ª División de las Waffen SS formada por soldados letones, además de numerosos reclutas de la Volkssturm; en total comprendían cerca de 15.000 hombres con casi 60 cañones, 18 tanques y unos vehículos de apoyo (junto con un tren blindado). Tenían apoyo en artillería de unidades navales de la Kriegsmarine que estaban en el Mar Báltico. 
Las fuerzas soviéticas atacantes comprendían la 45.ª Brigada de Tanques, más la 272.ª División de Fusileros, junto con tres divisiones polacas de infantería (la 3.ª, 4.ª y 6.ª) del Primer Ejército Polaco, que sumaban 28.000 hombres.

## La batalla
Los primeros ataques empezaron el 4 de marzo cuando fuerzas soviéticas del 1.° Frente Bielorruso y del 2° Frente Bielorruso se lanzaron sobre Kolberg, siende rechazados, no obstante ese mismo día los soviéticos captuaraban la cercana localidad de Köslin (hoy Koszalin, que pertenece a Polonia) y se remitieron más refuerzos a Kolberg, los cuales pertenecían al Primer Ejército Polaco. El 6 de marzo la Stavka decidió reunir a las fuerzas soviéticas para continuar la ofensiva por la costa de Pomerania y encargó la toma de Kolberg al Primer Ejército Polaco, el cual envió tres divisiones hacia allá, con otras unidades de artillería como apoyo, que llegaron a Kolberg el día 8 de marzo. 
Los primeros ataques de las divisiones polacas también fueron rechazados hasta el día 12, donde una ruptura de la línea defensiva alemana permitió avanzar a la infantería polaca, apoyada por tanques y artillería. Las tropas de la guarnición se vieron forzadas a una evacuación en tanto la pequeña extensión de la ciudad significaba un riesgo para los civiles alemanes (incluyendo refugiados de otras zonas de Pomerania) que se encontraban en el puerto. 
Al ser inviable la defensa de la fortaleza, el mando alemán empezó a preparar la evacuación de civiles y soldados; los buques de la Kriegsmarine anclados frente a Kolberg proporcionaron cobertura de fuego para proteger la evacuación alemana, debido a la escasez de artillería antitanque entre los defensores. El avance polaco se detuvo el día 14 y se reinició el día 15, cuando las fuerzas alemanas habían recibido algunos batallones de refuerzo. No obstante, tales tropas solo llegaban para proteger la evacuación, y las tropas polacas terminaron de tomar los cuarteles, parte de la estación de trenes, e inclusive las islas frente al puerto. El día 16 el tren blindado alemán fue destruido por los polacos y los atacantes tomaron la parte central de la ciudad, pudiendo avanzar libremente hacia el puerto. Las unidades de la Wehrmacht retrocedieron hacia las instalaciones portuarias para evacuar la mayor cantidad posible de civiles y el día 17 solo ocupaban las instalaciones indispensables para evacuar a las tropas. 

## Fin de la lucha
Al día siguiente, 18 de marzo, los polacos tomaron las últimas posiciones alemanas y la evacuación fue forzosamente terminada, quedando 2.000 soldados alemanes aún el puerto, que fueron apresados junto a otros civiles germanos que no tuvieron tiempo de huir. Pese a ello, los buques alemanes consiguieron evacuar a cerca de 70,000 civiles (tanto nativos de Kolberg como de áreas circundantes) y cerca de 40,000 soldados.
El mismo día 18 de marzo, al cesar toda resistencia alemana, las tropas del Primer Ejército Polaco celebraron la ceremonia de las "Bodas de Polonia con el Mar", simbolizando la recuperación del acceso soberano de Polonia al Mar Báltico en tanto el puerto de Kolberg era la primera posición marítima ganada por tropas polacas a los nazis durante la contienda. Tal ceremonia había sido ya ejecutada en 1920 por el general polaco Józef Haller con el mismo significado.